# قائمة الأجناس النباتية التي سميت نسبة إلى أسماء شخصيات
هذه قائمة ببعض الأجناس النباتية التي سميت نسبة إلى أسماء شخصيات تكريماً:

## الفصيلةالأراكية
- الأراك (الاسم العلمي: Salvadora) وضع تكريماً لعالم النبات الإسباني خوان سلفادور إي بوسكا (بالإسبانية: Juan Salvador y Bosca)‏

## الفصيلةالآسية
- داروينية (الاسم العلمي:Darwinia) وضع تكريماً لإراسموس داروين، جد تشارلز داروين.
- الكونزية (الاسم العلمي:Kunzea) سمي هذا الجنس من قبل عالم النبات الألماني لودفيغ ريخنباخ تكريماً لعالم النبات وعالم الطبيعة الألماني غوستاف كونزي (1793-1851) (بالإنجليزية: Gustav Kunze)‏.

## الفصيلةالأقنتية
- الجيراردية (باللاتينية: Gerardia) وضع تكريماً لعالم النبات الإنكليزي جون جيرارد (بالإنجليزية: John Gerard)‏
- القرم (باللاتينية: Avicennia) وضع تكريماً للعالم العربي ابن سينا (باللاتينية: Avicenna)
- الشاورية (الاسم العلمي:Schaueria) سمي تكريماً لعالم النبات الألماني يوهانس شاور.

## الفصيلةالباذنجانية
- التبغ أو النيكوتية (الاسم العلمي:Nicotiana) سمي من قبل عالم النبات السويدي كارل لينيوس تكريماً لجان نيكوت السفير الفرنسي في البرتغال في القرن السادس عشر.

## الفصيلةالبقولية
- الباركنسونية (الاسم العلمي:Parkinsonia) سمي هذا الجنس من قبل عالم النبات السويدي كارل لينيوس تكريماً لعالم النبات الإنكليزي جون باركنسون (1567-1650) (بالإنجليزية: John Parkinson)‏.
- الغلاديشية (باللاتينية: Gleditsia) الأسم تكريماً ليوهان غوتليب غلاديش مدير الحديقة النباتية في برلين والذي توفي عام 1786
- الكولفيلية (باللاتينية: Colvillea) الأسم تكريماً لتشارلز كولفيل حاكم جزر موريشيوس السابق
- الأفجكية (الاسم العلمي:Afgekia) سمي هذا الجنس من قبل عالم النبات الإنكليزي ويليام غرانت كريب (بالإنجليزية: William Grant Craib) تكريماً للطبيب الإيرلندي أرثر فرانسيس جورج كير (1877-1942) (بالإنجليزية: Arthur Francis George Kerr) عبر جمع أول حرف من كل كلمة من اسمه.
- الميليتية (الاسم العلمي:Millettia) سمي هذا الجنس من قبل عالما النبات اسكتلنديان روبرت وايت وجورج أرنوت ووكر-أرنوتتكريماً لتشارلز ميليت أحد هواة جمع النباتات ومسؤول في شركة الهند الشرقية.
- الكريبية (الاسم العلمي:Craibia) سمي هذا الجنس من قبل عالم النبات الإنكليزي ستيفن دان تكريماً لمواطنه عالم النبات ويليام غرانت كريب (1882-1933) (بالإنجليزية: William Grant Craib)‏.
- الوستارية (الاسم العلمي:Wisteria) سمى هذا الجنس عالم النبات الإنكليزي توماس نطل تكريماً للطبيب الأمريكي كاسبر ويستار (1761-1818).

## الفصيلةالبرمانية
- البرمانة (الاسم العلمي:Burmannia): سمي هذا الجنس من قبل عالم النبات السويدي كارل لينيوس (بالإنجليزية: Carl Linnaeus)‏ تكريماً لعالم النبات الهولندي يوهانس برمان (1707-1780) (بالإنجليزية: Johannes Burmann)‏ .

## الفصيلةالبروطية
- البانكسيا نسبة إلى عالم الطبيعة وعالم النبات وراعي العلوم الطبيعية الإنجليزي السير جوزيف بانكس (1827-1865)
- المكاداميا نسبة إلى الكيميائي الأسترالي جون ماكادام (1827-1865)

## الفصيلةالبروميلية
- بروميليا نسبة إلى الطبيب وعالم النبات السويدي أولاف بروميليوس (1639-1705)
- بتكيرنية نسبة إلى الطبيب والبستاني الإنكليزي ويليام بتكيرن (1711-1791)
- تيلندسية نسبة إلى الطبيب وعالم النبات السويدي إلياس تيلندز (1640-1693)
- الفريسية سمي هذا الجنس من قبل عالم النبات الإنكليزي جون لندلي (بالإنجليزية: John Lindley)‏ تكريماً لعالم النبات الهولندي ويلم هندريك دو فريس (بالإنجليزية: Willem Hendrik de Vriese)‏ (1806–1862).

## الفصيلةالبنيونية
- البنيونيا (باللاتينية: Bignonia) وضعت تكريماً للسياسي الفرنسي جان بول بنيون 1662-1743 (بالإنجليزية: Jean-Paul Bignon)‏

## الفصيلةالثيسمية
- الثيسمة (الاسم العلمي:Thismia) لفظ مقلوب من اسم «سميث» نسبةً لتوماس سميث، المجهري الإنجليزي المتوفي في 1825 تقريباً.

## الفصيلةالحرابية
- الأبقراطية (الاسم العلمي:Hippocratea) سميت من قبل لينيوس تكريماً لأبو الطب أبقراط.
- الشافرية (الاسم العلمي:Schaefferia) سميت من قبل عالم الأحياء النمساوي نيكولاوس يوزف فون ياكوين (بالإنجليزية: Nikolaus Joseph von Jacquin)‏ تكريماً لعالم الأحياء الألماني جيكوب كريسي شافر (بالألمانية: Jacob Christian Schäffer).

## الفصيلةالحمحمية
- المَقِيف أو الإيهرتية (الاسم العلمي:Ehretia) تكريماً للرسام النباتي الألماني جورج ديونيسيوس إيهرت (بالإنجليزية: Georg Dionysius Ehret).
- التورنفورية (الاسم العلمي:Tournefortia) سمي هذا الجنس من قبل عالم النبات السويدي كارل لينيوس (بالإنجليزية: Carl Linnaeus)‏ تكريماً لعالم النبات الفرنسي جوزف بيتون دو تورنفور (1656-1708) (بالإنجليزية: Joseph Pitton de Tournefort)‏.

## الفصيلةالحملية
- السبطوربيا (الاسم العلمي:Sibthorpia) سميت تكريماً لعالم النبات البريطاني همفري سبطورب (بالإنجليزية: Humphry Sibthorp)‏ (1713–1797).

## الفصيلةالخبازية
- الماتيسيا (باللاتينية: Matisia) وضعت تكريماً للرسام الكولومبي فرنسيسكو خافيير ماتيس (بالإنجليزية: Francisco Javier Matis)‏
- الكيتيبلية (الاسم العلمي:Kitaibela) سمي هذا الجنس من قبل عالم النبات الألماني تكريماً لعالم النبات والصيدلي المجري بال كيتايبيل (1757-1817) (بالفرنسية: Pál Kitaibel)‏.
- اللافترية (الاسم العلمي:Lavatera) سمي هذا الجنس من قبل عالم النبات السويدي تكريماً لعالمي الطبيعة السويسريين الأخوين لافتر (بالإنجليزية: Lavater brothers)‏.

## الفصيلةالخيمية
- الكراسنوفية (الاسم العلمي:Krasnovia) سمي تكريماً لعالم النبات الروسي أندريا كراسنوف (بالفرنسية: Andreï Krasnov)‏.
- الهاسلكويستية (باللاتينية: Hasselquistia) وضعت تكريماً ل عالم طبيعة السويدي فردريك هاسلكويست (بالإنجليزية: Fredrik Hasselqvist)‏ ومعظم أنواع هذا الجنس إما مرادفات لأنواع الطرديليون أو أنواع غير مؤكدة[1]
- الأورلايا (الاسم العلمي:Orlaya) سمي تكريماً للطبيب الروسي جون أورلاي (بالإنجليزية: John Orlay)‏.

## الفصيلةالدفلية
- Nathaniel Wallichالربض أو الهورنية (الاسم العلمي:Huernia) وضع تكريماً لعالم النبات الهولندي جوستوس هورنيوس (بالإنجليزية: Justus Heurnius).

## الفصيلةالرطنية
- الرَطَن أو الكرامريا (الاسم العلمي:Krameria) وضع الاسم العلمي من قبل السويدي كارل لينيوس تكريماً لعالمي النبات الألمانيان جيه. جي. أش. كرامر وابنه دبليو. أش. كرامر.

## الفصيلةالزنبقية
- الكلنتونيا (باللاتينية: Clintonia) وضعت تكريما لعالم النبات والسياسي الأمريكي ديويت كلينتون (بالإنجليزية: DeWitt Clinton)‏

## الفصيلةالسالفينية
- السالفينيا (الاسم العلمي:Salvinia) سمي هذا الجنس من قبل عالم النبات الفرنسي جان فرانسوا ساغييه (بالفرنسية: Jean-François Séguier)‏ تكريماً لعالم النبات إيطالي أنطون ماريا سالفيني (1653-1729) (بالإنجليزية: Anton Maria Salvini)‏.

## الفصيلةالسحلبية
- نيوتينيا (باللاتينية: Neotinea) وضعت تكريما لعالم النبات الإيطالي فنشنزو تينيو (بالإيطالية: Vincenzo Tineo)‏
- الآ (الاسم العلمي:Aa) سمي هذا الجنس من قبل عالم النبات الألماني هاينريش غوستاف رايشنباخ (بالإنجليزية: Heinrich Gustav Reichenbach)‏ تكريماً للرسام الهولندي بيتر فاندر آ (1659-1733) (بالإنجليزية: Pieter van der Aa)‏.

## الفصيلةالسالفينية
- السالفينيا (الاسم العلمي:Salvinia) سمي هذا الجنس من قبل عالم النبات الفرنسي جان فرانسوا ساغييه (بالفرنسية: Jean-François Séguier)‏ تكريماً لعالم النبات إيطالي أنطون ماريا سالفيني (1653-1729) (بالإنجليزية: Anton Maria Salvini)‏.

## الفصيلةالسذابية
- المورايا (الاسم العلمي:Murraya): سمي هذا الجنس من قبل عالم النبات السويدي كارل لينيوس (بالإنجليزية: Carl Linnaeus)‏ تكريماً لعالم النبات السويدي يوهان أندرياس موراي (1740-1791) (بالإنجليزية: Johan Andreas Murray)‏ .

## الفصيلةالشبية
- البوغنفيلية (الاسم العلمي:Bougainvillea) نسبةً إلى الملاح والمستكشف الفرنسي لويس أنطوان دو بوغنْڤيل (1729 - 1811 م) (بالفرنسية: Louis Antoine de Bougainville)‏.

## الفصيلةالشفوية
- الإلشولتزية (الاسم العلمي:Elsholtzia) سمي هذا الجنس من قبل عالم النبات الألماني كارل لدويغ ويلدنو تكريماً لعالم النبات وعالم الطبيعة البروسي جوهان سيغسموند الشولتز (1623-1688) (بالإنجليزية: Johann Sigismund Elsholtz)‏.
- الكولنسونية (الاسم العلمي:Collinsonia) سمي هذا الجنس من قبل عالم النبات السويدي كارل لينيوس تكريماً لعالم النبات الإنكليزي بيتر كولنسون (1694-1768) (بالإنجليزية: Peter Collinson)‏.

## الفصيلةالصليبية
- التيسداليا (باللاتينية: Teesdalia)
- الهيلدريشيا (باللاتينية: Heldreichia) وضعت تكريما لعالم النبات الألماني تيودور فون هيلدريش (بالألمانية: Theodor von Heldreich)

## الفصيلةالغزنرية
- الغزنريا (الاسم العلمي:Gesneria) سمي هذا الجنس تكريماً لعالم النبات السويسري كونراد غيسنر (بالإنجليزية: Conrad Gessner)‏ (1516 - 1565).

## الفصيلةالطقسوسية
- التورية (الاسم العلمي:Torreya) سمي هذا الجنس من قبل عالم النبات جورج أرنوت واكر-أرنوت تكريماً لعالم النبات جون توري (1796-1873) (بالإنجليزية: John Torrey)‏.

## الفصيلةالفلفيتشية
- الفليفيتشيا الرائعة (باللاتينية: Welwitschia mirabilis) سميت هذه النبتة باسم عالم النبات النمساوي فريدريخ فيلفيتش والذي اكتشفها عام 1859.

## الفصيلةالفوفلية
- بسماركية (الاسم العلمي: Bismarckia) نسبة إلى المستشار الألماني أوتو فون بسمارك.

## الفصيلةالفوية
- الكاتسبية (الاسم العلمي: Catesbaea) وضع تكريما[2][3] لعالم البيئة الإنجليزي مارك كاتسبي (بالإنجليزية: Mark Catesby)‏.
- الشراردية (الاسم العلمي: Sherardia) وضع تكريماً لعالم النبات الإنجليزي جيمس شرارد (بالإنجليزية: James Sherard)‏.
- الغاردينيا سمي هذا الجنس من قبل عالم النبات السويدي كارل لينيوس وعالم الطبيعة والتاجر البريطاني جون إيليس تكريماً لعالم الطبيعة الاسكتلندي المولد والأمريكي الدكتور ألكسندر غاردين (1730-1791).

## الفصيلةالقراصية
- اللصيق (باللاتينية: Forsskaolea) وضع تكريما لعالم النبات والرحالة السويدي بيتر فورسكول (باللاتينية: Peter Forsskål)

## الفصيلةالقرعية
- التلفيرية (الاسم العلمي:Telfairia) سمي تكريماً لعالم الطبيعة الإيرلندي تشارلز تلفير (1778-1833) (بالإنجليزية: Charles Telfair).

## الفصيلةالقرنفلية
- الموهلنبكية (باللاتينية: Muehlenbeckia) وضع تكريماً لعالم النبات الألزاسي هنريش غوستاف موهلنبك (بالإنجليزية: Heinrich Gustav Muehlenbeck)‏
- المنوارتية (الاسم العلمي:Minuartia) سمي هذا الجنس من قبل عالم النبات السويدي كارل لينيوس تكريماً لعالم النبات والصيدلي الإسباني خوان منوارت (بالإسبانية: Juan Minuart)‏ (1693-1768).

## الفصيلةالقمبريطية
- البوشنوية (الاسم العلمي:Buchenavia) سميت من قبل عالم النبات الألماني أوغست ويلهلم إيشلر (بالإنجليزية: August Wilhelm Eichler)‏ تكريماً لعالم النبات الألماني فرانز جورج فيليب (1831-1906) (بالإنجليزية: Franz Georg Philip Buchenau)‏.

## فصيلةكاسرات الحجر
- الهوشرية (الاسم العلمي:Heuchera) سميت من قبل عالم النبات السويدي كارل لينيوس تكريماً لعالم النبات عالم النبات الألماني يوهان هاينريش فون هوشر (1677-1747) (بالإنجليزية: Johann Heinrich von Heucher)‏.

## الفصيلةاللواسية
- المنتزلية (الاسم العلمي:Mentzelia) سميت من قبل عالم النبات السويدي كارل لينيوس كريستيان منتزل (بالإنجليزية: Christian Mentzel)‏.

## الفصيلةاللوفية
- الدفنباخية (الاسم العلمي:Dieffenbachia) سميت من قبل عالم النبات النمساوي هاينريك ويلهلم شوت الذي كان مدير الحدائق النباتية في فيينا بهذا الاسم تكريماً لذكرى كبير العاملين في الحديقة جوزف دفنباخ (بالإنجليزية: Joseph Dieffenbach)‏ (1796–1863).

## الفصيلةالمزمارية
- الزانيكلية (الاسم العلمي:Zannichellia): سمي هذا الجنس من قبل عالم النبات السويدي كارل لينيوس (بالإنجليزية: Carl Linnaeus)‏ تكريماً لعالم النبات الإيطالي جيان جيرولامو زانيكلي (1661-1729) (بالإنجليزية: Gian Girolamo Zannichelli)‏.

## الفصيلةالمعزية الورق
- اللينيا (الاسم العلمي:Linnaea) نسبة إلى عالم النبات السويدي كارولوس لينيوس (بالإنجليزية: Carl Linnaeus)‏
- اللايسترية (الاسم العلمي:Leycesteria) سمي هذا الجنس من قبل عالم النبات الألماني نثانيال واليش (بالإنجليزية: Nathaniel Wallich)‏ تكريماً للقاضي وعالم النبات الإنكليزي ويليام لايستر (1775-1831) (بالإنجليزية: William Leycester)‏ الذي عاش في البنغال.

## الفصيلةالملبيغية
- الملبيغيا (الاسم العلمي:Malpighia) سميت من قبل عالم النبات السويدي كارل لينيوس تكريماً للطبيب وعالم الأحياء الإيطالي مارتشيلو ملبيغي.

## الفصيلةالنجمية
- الكاسينية نسبة إلى عالم النبات الفرنسي هنري كاسيني (1781-1832)
- الدوغالديا نسبة إلى عالم النبات الاسكتلندي دوغالد ستيوارت (1753-1828)
- الأضاليا نسبة إلى عالم النبات السويدي أنديرس دال
- الشردنية (الاسم العلمي:Chardinia) سمي هذا الجنس من قبل عالم النبات الفرنسي رينيه لويش ديفونتين (بالفرنسية: René Louiche Desfontaines)‏ تكريماً للرحالة الفرنسي جون شردن (1643-1713) (بالإنجليزية: Jean-Baptiste Chardin)‏.

## الفصيلةالنجيلية
- البواسييرا (باللاتينية: Boissiera) نسبة إلى عالم النبات السويسري بيير إدمون بواسييه (بالفرنسية: Pierre Edmond Boissier)‏
- اللاماركيا (باللاتينية: Lamarckia) نسبة إلى عالم النبات الفرنسي جان باتيست لامارك (بالفرنسية: Jean-Baptiste Lamarck)‏
- الهنرارديا (باللاتينية: Henrardia) نسبة إلى عالم النبات الألماني يوهانيس تيودور هنرارد (بالألمانية: Johannes Theodoor Henrard)

## الفصيلةالنرجسية
- التولباغية (الاسم العلمي:Tulbaghia) تكريماً لرايك تولباغ (بالإنجليزية: Ryk Tulbagh)‏ (1699-1771) الذي كان حاكماً لرأس الرجاء الصالح.

## الفصيلةالهرناندية
- الهرناندية (الاسم العلمي:Hernandia) تكريماً لعالم النبات الإسباني فرنسيسكو هرنانديز دي توليدو (بالإنجليزية: Francisco Hernández de Toledo)‏.
- الإليجيرية (الاسم العلمي:Illigera) تكريماً لعالم الأحياء الألماني يوهان كارل ويليام إيليجر (بالإنجليزية: Johann Karl Wilhelm Illiger)‏.

## الفصيلةالهليونية
- البوشكينية (الاسم العلمي:Puschkinia) تكريماً لعالم النبات الروسي أبولو موسين بوشكين (بالإنجليزية: Apollo Mussin-Pushkin)‏.

## الفصيلةالوردية
- السيبالدية (الاسم العلمي:Sibbaldia) والسيبالديانية (الاسم العلمي:Sibbaldiopsis) نسبة إلى عالم طبيعة الاسكتلندي روبرت سيبالد (1641-1722) (بالإنجليزية: Robert Sibbald)‏